# Domonyme
 (mars 2018).

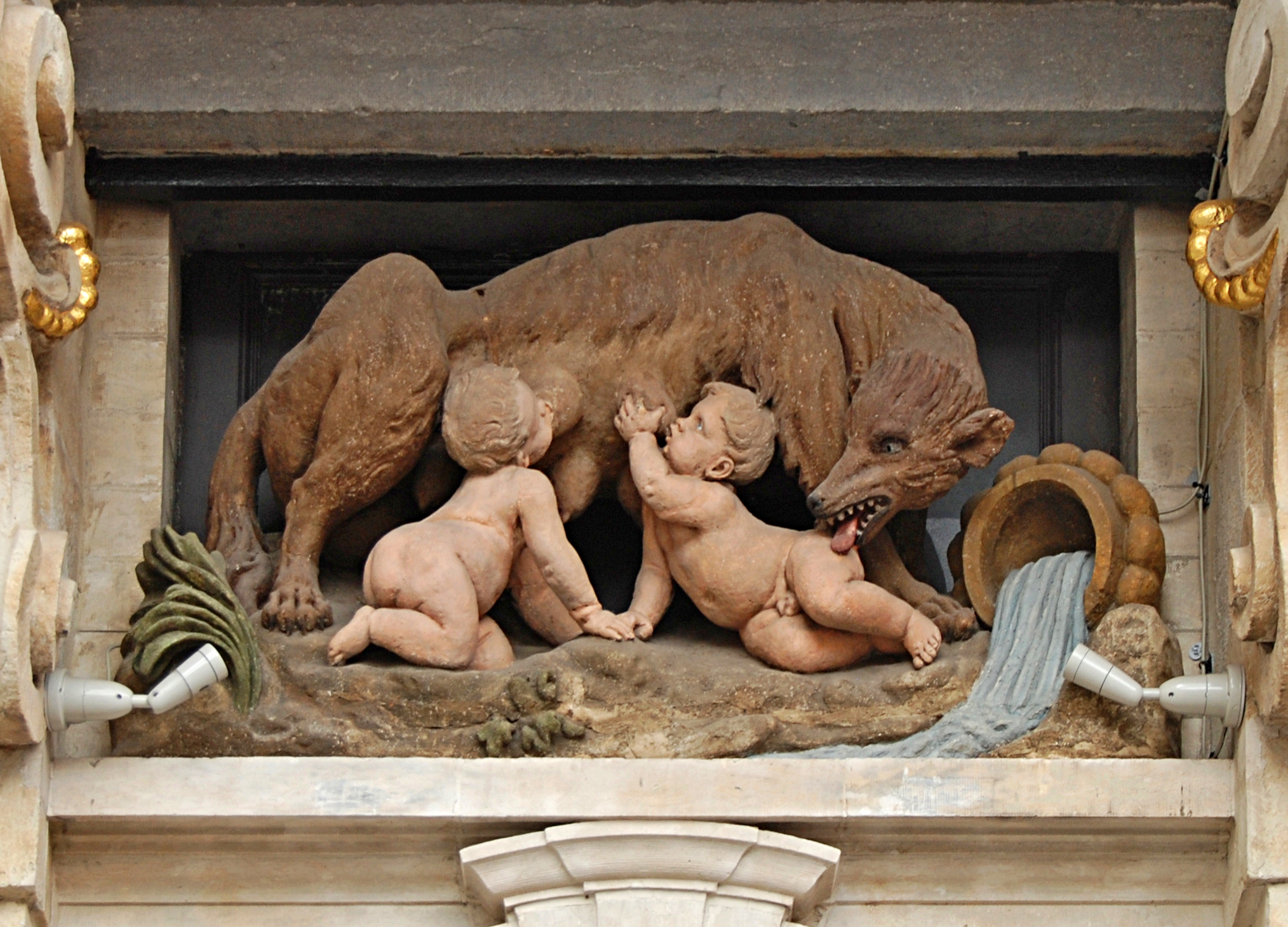
Emblème sculpté représentant le domonyme de la Maison de la Louve à Bruxelles.

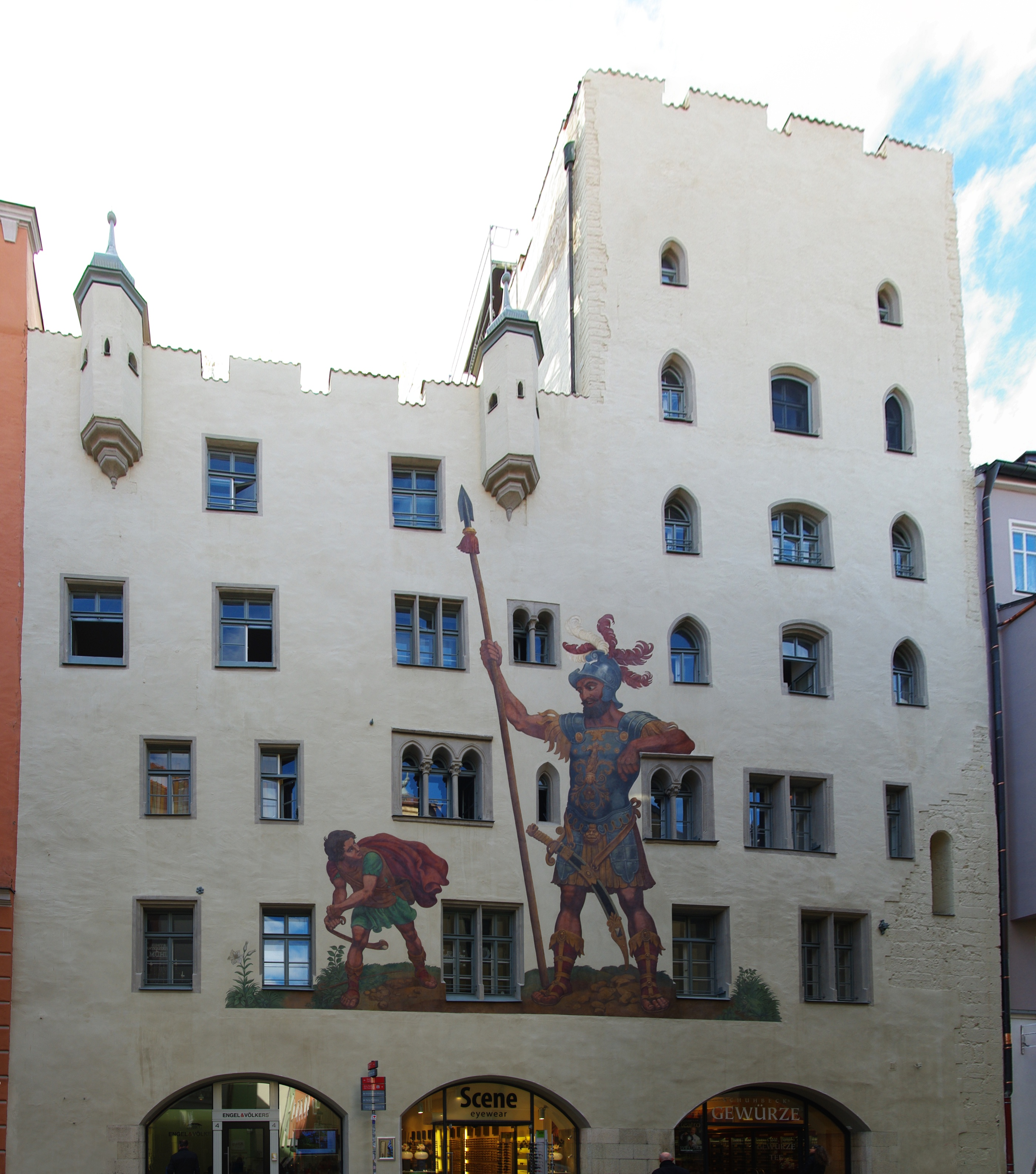
Exemple de figuration picturale d'un domonyme sur une façade de Ratisbonne, la « Maison de Goliath ».

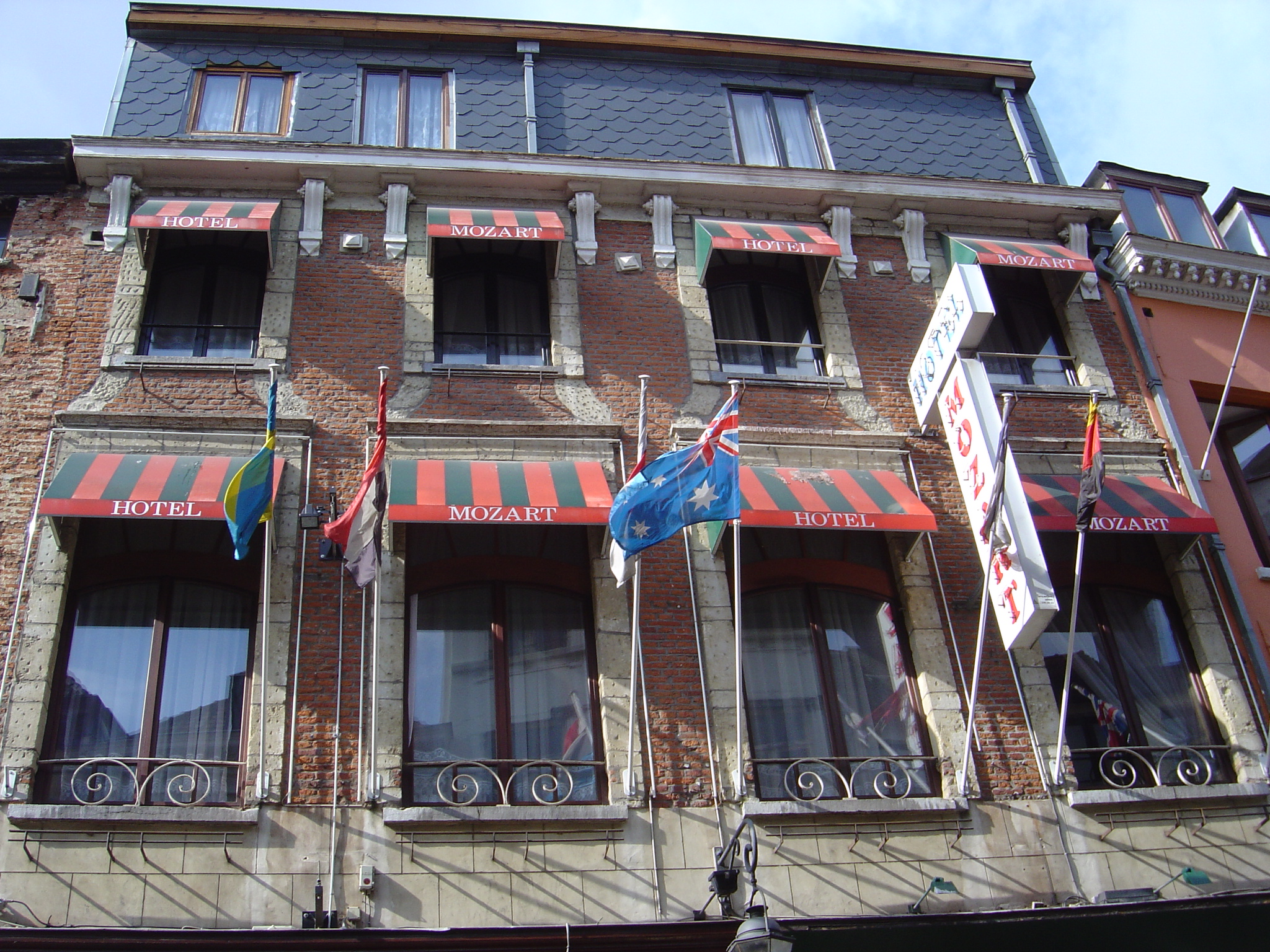
La maison nommée le Dragon de Fer ou den Eyseren Draeck, à Bruxelles aux actuels nos 15-17 du Marché au Fromage.

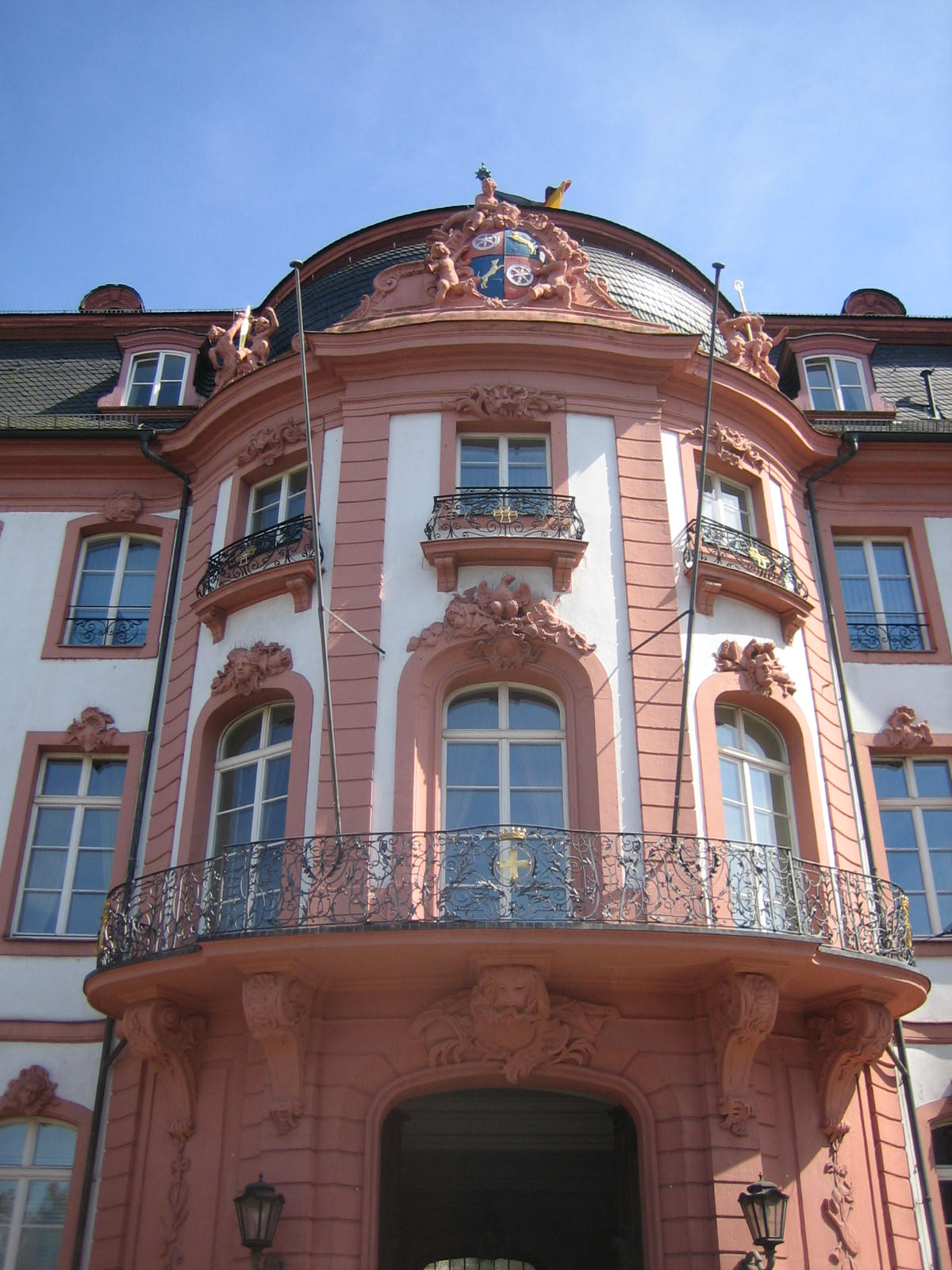
Partie centrale de l'hôtel d'Ostein à Mayence avec le grand balcon.

Un domonyme — du grec δόμος (domos), maison, et ὂνομα (onoma), nom — est un nom donné à une maison urbaine ou, dans les régions rurales, à une ferme ou à une maison de campagne.
Le domonyme est attaché à la demeure et sert à la désigner officiellement à travers les transmissions et successions. Elle est souvent rendue visible sur les maisons au moyen de sujets sculptés, de peintures murales ou d'enseignes en fer forgé. Il ne faut pas les confondre avec les enseignes à but commercial, dont l'existence est éphémère et attachée au commerce exercé.
Le domonyme est un micro-toponyme. L'étude des domonymes, ou domonymie, relève de la toponymie.

## Histoire

### Époque moderne
Depuis le Moyen Âge, les maisons dans les villes européennes ont un nom, destiné certes à les identifier à une époque où il n'y avait pas de numérotage dans les rues, mais surtout pour leur donner une existence et une identité propre comme si elles étaient des êtres animés. Ce nom était parfois uniquement écrit sur la façade, mais souvent rendu visible par une représentation figurée ou une marque de maison (Hausmarke (de)), permettant de les reconnaître à une époque où régnait l'illettrisme. Une ville comme Fribourg-en-Brisgau prit en 1565 une ordonnance imposant de donner un nom à chaque maison.

### Continuité actuelle
Alors que dans la plupart des villes les noms anciens des maisons, remontant souvent à l'époque médiévale, ont disparu, la tradition est restée de donner un nom aux villas (« villa Mairea » à Noormarkku en Finlande) ou à certaines maisons remarquables (« Maison dorée » à Charleroi). Cette tradition s'est également maintenue pour les auberges (« Auberge du cygne » à Tôtes en France) ou des commerces et elle a repris un certain regain pour d'importants édifices urbains : « Lipstick Building », « Watergate », « Flatiron Building », « Maison dansante » à Prague, Chilehaus à Hambourg, The Garden Court à Tokyo.
La pratique de dénomination des villas dans les stations balnéaires en France est un phénomène important du XXe siècle.
Dans certains contextes ruraux, la domonymie demeure vivace et usitée, comme pour les maisons basques,.

## Domonymes tirés de noms de famille
À la différence des maisons bourgeoises portant un domonyme figuré, les hôtels aristocratiques portaient anciennement souvent le nom de la famille qui les possède : hôtel d'Ostein à Mayence ; hôtel de Blossac, à Rennes, hôtel de Bourgtheroulde à Rouen ; villa Manin à Passariano (Vénétie).
Cette tradition s'est maintenue à l'époque contemporaine : villa Stuck à Munich, villa Malaparte à Capri, hôtel Errera et palais Stoclet à Bruxelles, Maison Winslow à River Forest (Illinois), Trump Tower à New York, Robie House à Hyde Park (Chicago), Maison et studio Frank Lloyd Wright à Oak Park (Illinois) (banlieue de Chicago).

## Noms de famille tirés de domonymes
Certaines familles bourgeoises anciennes ont pris ou reçu comme patronyme le nom de leur maison, comme la famille Rothschild. Ce type de patronyme se rencontre par exemple depuis le milieu du XIe siècle dans les grandes villes de la partie centrale du Saint-Empire, comme Cologne, Mayence, Francfort ou à Vienne dès 1300. En 1332 à Mayence environ la moitié des noms de famille étaient tirés des domonymes.
Certaines branches de familles se distinguaient entre elles par le nom de leur maison ancestrale, par exemple à Zurich dans la famille Bodmer : Bodmer zum goldenen Ring (de l’anneau d’or), Bodmer aus der Neumühle (du nouveau moulin), Bodmer aus der gelben Gilge (du Lys jaune).